# Ештон Морган
Ештон Морган (англ. Ashtone Morgan, нар. 9 лютого 1991, Торонто) — канадський футболіст, що грав на позиції захисника. Виступав за низку канадських та американських клубів, а також національну збірну Канади. Триразовий чемпіон Канади.

## Клубна кар'єра
Ештон Морган народився 1991 року в місті Торонто. Займався в юнацьких командах низки канадських клубів. У професійному футболі Морган дебютував 2011 року виступами за команду Major League Soccer «Торонто», в якій грав до 2019 року, взявши участь у 127 матчах чемпіонату. У складі «Торонто» футболіст став триразовим чемпіоном Канади, а в 2017 році став переможцем Кубка МЛС та переможцем Supporters' Shield.
У 2020 році Морган перейшов до іншої команди Major League Soccer «Реал Солт-Лейк», у якій грав до кінця 2021 року, також періодично залучався до ігор за фарм-клуб команди «Реал Монаркс».
У 2022—2023 роках Ештон Морган грав у канадській команді «Фордж», після чого завершив виступи на футбольних полях.

## Виступи за збірні
У 2007 році Ештон Морган дебютував у складі юнацької збірної Канади. У 2010 році футболіст грав у складі молодіжної збірної Канади. На молодіжному рівні зіграв у 2 офіційних матчах.
У 2011 році Морган дебютував у складі національної збірної Канади. У складі збірної футболіст був учасником розіграшу Золотого кубка КОНКАКАФ 2013 року, розіграшу Золотого кубка КОНКАКАФ 2015 року та розіграшу Золотого кубка КОНКАКАФ 2019 року. У складі національної збірної грав до 2020 року, провів у її формі 18 матчів, у яких забитими м'ячами не відзначився.

## Титули і досягнення
- Чемпіон Канади (3):

«Торонто»: 2012, 2016, 2017
- Переможець Кубка МЛС (1):

«Торонто»: 2017
- Переможець Supporters' Shield (1):

«Торонто»: 2017